# Mud Islands
Mud Islands är öar i Australien. De ligger i delstaten Victoria, omkring 54 kilometer söder om delstatshuvudstaden Melbourne. Arean är 0,85 kvadratkilometer. Den sträcker sig 1,3 kilometer i nord-sydlig riktning, och 1,2 kilometer i öst-västlig riktning.
Genomsnittlig årsnederbörd är 939 millimeter. Den regnigaste månaden är juni, med i genomsnitt 128 mm nederbörd, och den torraste är januari, med 44 mm nederbörd.